# Divat a 20. században
A 20. századot megelőző időkben az öltözködés azt a célt szolgálta, hogy tudni lehessen, ki hogyan, milyen módon, miből él, mi a foglalkozása és a társadalmi állása. A 17. századtól kezdődően eme cél mellett fontos lett azt is közvetíteni a divat által, hogy mi a szokás a viselkedésben, öltözködésben, gondolkodásban, ezek közvetítői pedig az uralkodók, hercegek, dandyk, széplelkek, írók, költők lettek.
Franciaországban, a második császárság idején az angol Charles Frederick Worth alkotta meg a párizsi haute couture szabályait szövetek, minták, formák évszakok szerinti csoportosításban. Így a divat ettől fogva a szakemberek hivatása lett. A szabóságok egyre fontosabb szerepet játszottak, divatáru-kereskedőkből divattervezőkké váltak. Vállalkozásaik mögött egyre gyakrabban álltak és állnak pénzügyi csoportok.
A 20. századi divatiparban a divattervező és az ipar párharca dominál. A divattervező egyedi művek alkotója, egyszerre vállalkozó és művész, míg az ipar a ruhaneműk és kiegészítők nagy tömegbeni előállítását képviseli. A divattervező egyedit, az ipar sorozatot alkot. Párizs, a mai értelemben vett divat bölcsője már a 20. század legelején erre a két egymással ellentétes ágazatra bontotta a divatszakmát: az egyedi tervezésű, méretre gyártott haute couture-re, és a tömegellátásra termelő konfekcióra.
A divat fejlődésvonala az 1960-as évekig töretlen, a divat az haute couture-höz igazodott. Az haute couture csak a társadalom elit rétegét szolgálta, számukra készített kézzel varrt remekműveket, a divatszalonok számítottak az ízlés kizárólagos letéteményeseinek. A felső tízezer öltözködését próbálták utánozni a kisebb szabóságok, a varrónők és a háziasszonyok is, akik a divatlapokból és az utcán látott kreációkból merítettek ihletet. A munkások és parasztok körében a divat egészen a második világháborúig csak hallomás útján terjedt. Ezen néprétegben még a 20. század elején is ki-ki azt viselte, amit a mestersége diktált.
Az 1960-as évektől kezdődően azonban a nyugati országok demokráciája és liberális gazdasági felfogása a divatban is mélyreható változásokat hozott. A társadalom hagyományos felosztása előkelőkre és dolgozókra túlhaladottá vált és a fiatalok is részt akartak venni a fogyasztásban. Ebben az időszakban jött létre az haute couture és a konfekció között a minőségi készruha, a prêt-à-porter. Ennek létrejöttét a nyersanyagok drágulása és a költségek emelkedése is indokolta. 1963-ban fiatal tervezők egy csoportja átvette az addig alkalmazott modellezők funkcióját, és Amerikában ezen új tervezőket designereknek kezdték hívni. Ezek a designerek vitték be a köztudatba a prêt-à-porter kifejezést. A prêt-à-porter, azaz készruhagyártás hosszú ciklusokban gondolkodik, és jelentős a megrendelt mennyiség is, így az évi két kollekció megtervezésével megbízott tervezőknek mér 1 évre előre fel kell tudniuk mérni az igényt, amit a vásárlók támasztanak, előre ki kell találniuk, hogy vajon az "utca embere" mit fog akarni hordani akkor, amikor az új kollekció az utcára kerül?
A prêt-à-porter 30 év alatt megváltoztatta az öltözködés rendjét, megszűnt az osztályok szerinti öltözködés. Az haute couture sem vesztette el régi presztízsét, de ma már nem több, mint a prêt-à-porter legfelső szintje. Az 1970-es években a legtöbb nagy divatház készruhát árusító üzletet ("butikot") nyit, és megjelenik egy új üzlettípus, a márkabolt, ami eredeti tervezésű, de alacsonyabb árú cikkeket árusít.